# Jacob Adriaensz Bellevois

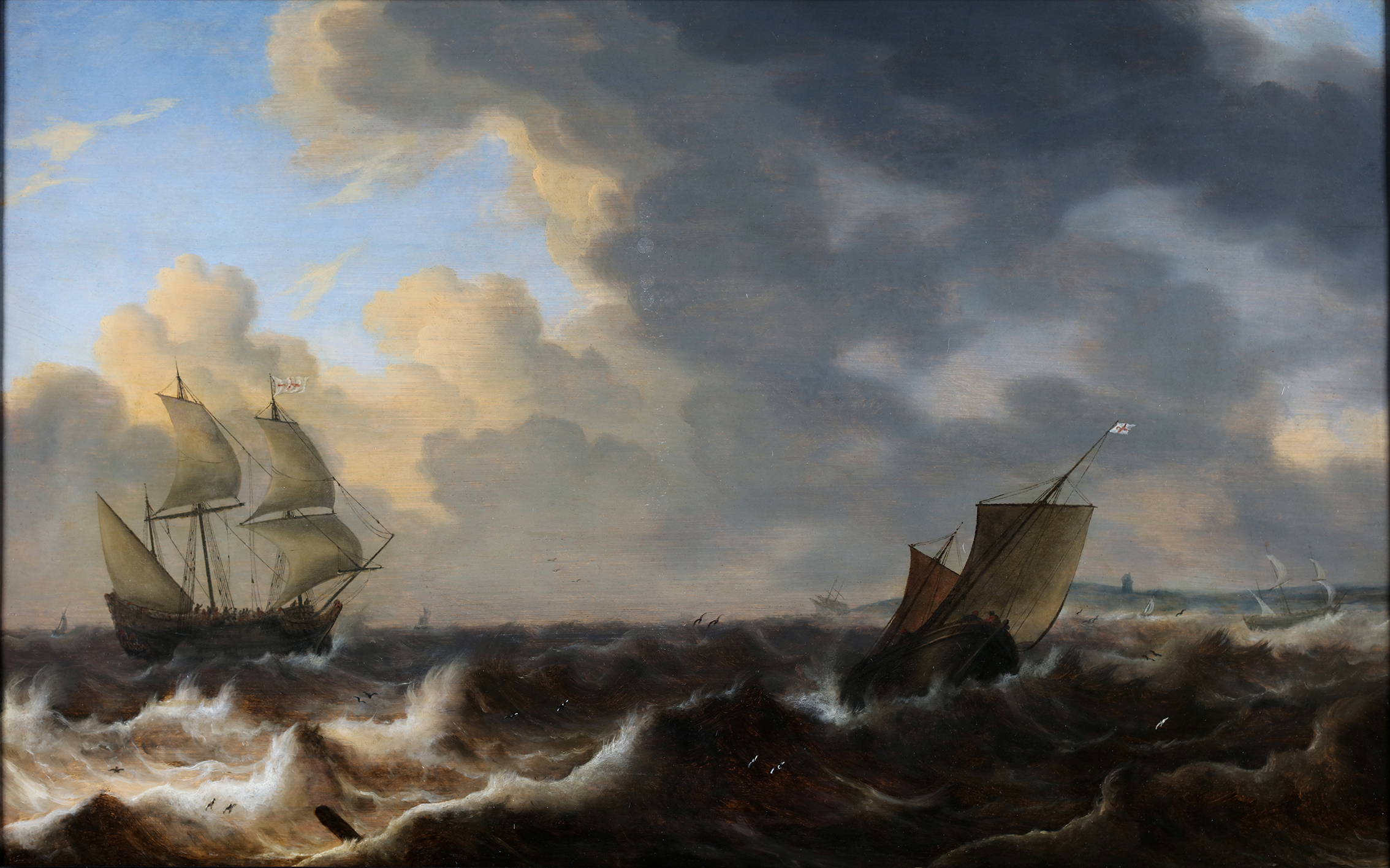
Navires anglais en mer, (collection française)

Jacob Adriaensz Bellevois, né entre 1620 et 1622 à Rotterdam et inhumé le 19 septembre 1676 dans la même ville, est un peintre du siècle d'or néerlandais, spécialiste des marines.

## Biographie
On ne sait rien de la formation de Jacob Adriaensz Bellevois. Si Simon de Vlieger ou Julius Porcellis ont pu être évoqués comme son maître, ce ne sont que des hypothèses. Marié une première fois à Rotterdam en 1643, il se remarie en 1656 avec une fille de Gouda après le décès de sa première épouse. Il est présent à Rotterdam jusqu'au moins en 1663 avant de s'installer à Gouda, où le couple est présent en 1666 et 1671. Il est à Hambourg en 1672, probablement contraint de fuir l'avancée des troupes françaises, où il rencontre Johannes Voorhout.